# Pawło Filipenko
Pawło Ołeksijowycz Filipenko (ukr. Павло Олексійович Філіпенко; ur. 27 kwietnia 1974 w Jasynuwatej, w obwodzie donieckim) – ukraiński piłkarz grający na pozycji obrońcy, a wcześniej pomocnika.

## Kariera piłkarska

### Kariera klubowa
W 1993 rozpoczął karierę piłkarską w rosyjskim drugoligowym klubie Mietałłurg Ałdan, a w następnym roku debiutował w podstawowym składzie Szachtara Donieck. Od 1995 bronił barw Szachtara Makiejewka. Latem 1998 został piłkarzem Nywy Tarnopol. Na początku 2002 rozegrał 1 mecze w składzie Enerhetyka Bursztyn, po czym przeszedł do Prykarpattia Iwano-Frankowsk. Latem 2002 zakończył karierę piłkarską.

## Sukcesy i odznaczenia

### Sukcesy klubowe
- wicemistrz Ukrainy: 1994